# Provincia di Grau
La provincia di Grau è una provincia del Perù, situata nella regione di Apurímac.
Confina a nord-ovest con la provincia di Abancay, a est con la provincia di Cotabambas, al sud con la provincia di Antabamba.

## Geografia antropica

### Suddivisioni amministrative
La provincia di Grau comprende 14 distretti:
- Chuquibambilla
- Curpahuasi
- Mariscal Gamarra
- Huayllati
- Mamara
- Micaela Bastidas
- Pataypampa
- Progreso
- San Antonio
- Santa Rosa
- Turpay
- Vilcabamba
- Virundo
- Curasco